# Джинджер і Фред
«Джінджер і Фред» (італ. Ginger E Fred) — фільм Федеріко Фелліні, головні ролю у якому виконували Джульєтта Мазіна та Марчелло Мастроянні.

## Сюжет
У фільмі розповідаєтся про те що двоє італійських танцюристів Амелія Бонетті (Джульєтта Мазіна) та Піппо Боттічелла, які у молодості танцювали у стилі Джинджер Роджерс та Фреда Астера, через 30 років вирішили знову зустрітися і вийти на сцену. Як виявилося, за той час, протягом якого вони не були разом, їхнє життя дуже змінилося.